# اینواسین
اینواسین (انگلیسی: Invasin) یا اینوازین‌ها نوعی پروتئین هستند که با نفوذ عوامل بیماری‌زا به سلول‌های میزبان مرتبط هستند. این مواد در ترویج ورود در مرحله اولیه عفونت نقش دارند.
در سال ۲۰۰۷ میلادی، Als3 به عنوان یک حمله قارچی شناخته شد که به کاندیدا آلبیکانس اجازه می‌دهد سلول‌های میزبان را آلوده کند.